# Jan Biskupski
Jan Biskupski herbu Lis (zm. przed 8 sierpnia 1623) – cześnik sieradzki w latach 1599–1622.
W 1607 roku był posłem na sejm z województwa sieradzkiego i ziemi wieluńskiej.